# Philipp von Ferrary

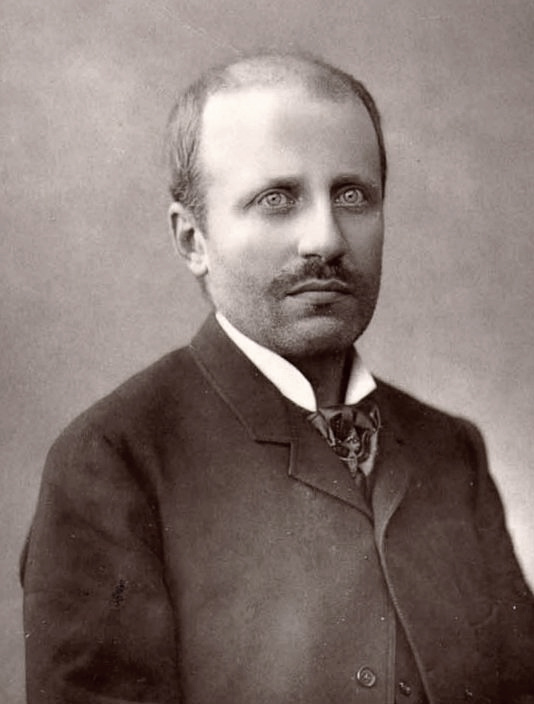
Philipp von Ferrary

Philipp la Renotière von Ferrary (* 11. Januar 1850 in Paris; † 20. Mai 1917 in Lausanne) war einer der berühmtesten Philatelisten weltweit und Besitzer der vermutlich größten und wertvollsten Briefmarkensammlung, die es je gegeben hat. 
Sein eigentlicher Name war Marchese de’Ferrari, Herzog von Galliera (frz. Gallière), Fürst von Lucedio, er nannte sich auch nur Baron von Ferrary. Auf seiner Visitenkarte benutzte er das Pseudonym Philipp von Ferrary, daher ist er den meisten Sammlern nur unter diesem Namen bekannt. Zuletzt nannte er sich nurmehr Philipp Arnold.

## Leben

### Kindheit und Jugend
Philipp von Ferrary wurde am 11. Januar 1850 in Paris als Sohn einer sehr wohlhabenden Familie geboren. Sein Vater war der Marchese Raffaele de’Ferrari, Herzog von Galliera, Fürst von Lucedio, seine Mutter die Mäzenin Maria Brignole Sale De Ferrari. Es wurde auch kolportiert, er entstamme einer Liebschaft seiner Mutter mit einem österreichischen Offizier, Emanuel La Renotiere, von dem er 1886 adoptiert wurde. Er dürfte sich wegen seiner Homosexualität mit seinem genealogischen Vater überworfen haben, La Renotiere adoptierte auch seinen Jugendfreund Eduard Boulenger.
Bereits als Kind interessierte er sich sehr für das Sammeln von Briefmarken. Durch Erbschaften von seinen Verwandten aus Italien, die durch Geldgeschäfte und Eisenbahnspekulationen, insbesondere aber Beteiligungen am Suez-Kanal, zu immensem Wohlstand gekommen waren, verfügte er über ein großes Vermögen, er galt als einer der reichsten Europäer seiner Zeit. Dadurch war es ihm schon in seiner Jugend möglich, Raritäten der Philatelie aus der ganzen Welt zu erwerben.

### Sammler und Mäzen
Ferrary unternahm immer häufiger große Reisen, um fehlende Stücke in seiner Sammlung zu suchen. Eigene Diener kutschierten ihn zu allen namhaften Briefmarkenhändlern der Welt und machten neue, interessante Angebote ausfindig. 
Für Ferrary war der Preis seiner „Schätze“ wegen seiner Vermögensverhältnisse Nebensache. Der Philatelist bezahlte seine neuesten Erwerbungen meist auf der Stelle mit Gold, was sich bei zahlreichen Händlern, aber auch Fälschern, herumsprach. Betrüger versuchten, ihre besten Fälschungen Ferrary zu verkaufen. Für Fälschungen, die eigens angefertigt wurden, um sie Ferrary als besondere Seltenheit anzubieten, prägte man den ironischen Begriff Ferraritäten. Obwohl Philipp von Ferrary diese meist erkannte, kaufte er die gelungensten Fälschungen, um andere Sammler davor zu schützen. 
Ferrary bewahrte seine Sammlung in Paris auf. Er stellte den angesehenen Pariser Briefmarkenhändler Pierre Mahé an, um die Stücke seiner Sammlung zu prüfen, zu katalogisieren und zu verwahren. Philipp von Ferrary ließ sich dafür ein eigenes Briefmarkenzimmer mit zahlreichen Fächerschränken einrichten.
Philipp von Ferrary besaß quasi alle damals bekannten Raritäten. Seine Sammlung beinhaltete im Lauf der Zeit nicht nur sieben verschiedene Exemplare der berühmten Roten und Blauen Mauritius-Marken, sondern auch die beiden wertvollen Unikate, den Tre-Skilling-Banco-Fehldruck und die British Guiana 1¢ magenta. Ferrary war dem Wiener Philatelisten Sigmund Friedl eng verbunden, der als Fälscher berühmt geworden war (Zinnoberroter Merkur), aber als Berater auch für Ferrary tätig war. 
Im Laufe seines Lebens verzichtete Ferrary auf das Führen seiner Adelstitel und trat nurmehr als Philipp von Ferrary auf, er mied den Luxus, war aber anderseits für seine Großzügigkeit und Spendenfreudigkeit bekannt. Er war großer Gönner und Liebhaber des Atterseegebietes im Salzkammergut, dort erschien er in abgetragener Kleidung und fügte sich in das Dorfleben ein. Später nannte er sich auch vielfach Philipp Arnold, in Andenken an seinen Intimfreund Albert Arnold Fillatraud. Unter diesem Namen ist er bestattet.

### Krieg und Tod
Auf seinen Reisen knüpfte Ferrary zahlreiche Kontakte nach Österreich und Deutschland. Diese beiden Länder hatten es ihm sehr angetan. Er wurde österreichischer Staatsbürger, lebte aber weiterhin in Frankreich. Als er seine einzigartige Sammlung als nahezu vollständig ansah, wollte er sie der Öffentlichkeit zugänglich machen. Er beschloss, dies nicht in Frankreich, sondern in Berlin zu tun und vermachte daher in seinem Testament vom 30. Januar 1915 seine Sammlung dem Reichspostmuseum in Berlin, samt 30.000 Gulden für die Pflege und den weiteren Ausbau. 
Während des Ersten Weltkriegs musste er als österreichischer und somit feindlicher Staatsbürger 1917 in die Schweiz fliehen. Er konnte seine Sammlung nicht mitnehmen und ließ sie in der Obhut der österreichischen Botschaft zurück. Ein Jahr vor Kriegsende, am 20. Mai 1917, verstarb Ferrary in Lausanne. Seine letzte Ruhe fand er in Steinbach am Attersee in Österreich.

## Zerstreuung der Sammlungen
Nach dem Krieg beanspruchte Frankreich die Sammlung als Teil der Reparationszahlungen des besiegten Österreich und ließ sie versteigern. In 14 von der französischen Regierung organisierten Auktionen zwischen 1921 und 1926 erbrachte sie insgesamt 30 Millionen Französische Franc. Die einzelnen Sammelobjekte wurden in alle Welt verkauft. Große Teile erwarben die Gebrüder Ernst und Franz Petschek auf direktem oder indirektem Wege. Ferrarys numismatische Kollektion wurde vom 27. bis 31. März 1922 bei Sotheby, Wilkinson & Hodge in London versteigert. Sein Name wurde im Katalog nicht genannt, der unter dem Titel Catalogue of the Famous and Remarkable Collection of British and Colonial Coins, Patterns & Proofs from George III to the Present Day, Formed by a Nobleman, Recently Deceased erschien. Der Katalog umfasste 710 Lose mit 15 Fototafeln. Die Münzen von Frankreich und anderen Gebieten wurden in Paris versteigert.

## Ehrungen und Nachleben
- 1968 Briefmarke des Fürstentums Liechtenstein (Michel-Nr. 504) mit Porträt Ferrarys im Satz „Pioniere der Philatelie“.

Ehrenbürgerschaften:
- in Steinbach am Attersee: Im Hotel Post in Weißenbach war er Sommerfrische-Stammgast. Am Friedhof Steinbach wurde er nach eigenem Wunsch bestattet. Weil das Grab aufgelassen wurde, weist eine Marmortafel am Eingang der Pfarrkirche auf ihn hin (unter dem Pseudonym Philipp Arnold).[1]
- in Unterach am Attersee: neben Steinbach vermachte Ferrary auch dieser Gemeinde eine große Geldsumme.[1]
- in Schellenberg im Fürstentum Liechtenstein: Ferrary spendete der Gemeinde 1000 Kronen für den Armenfonds, worauf ihm die Gemeindebürger 1899 das Ehrenbürgerrecht verliehen.[3]

Bauten:
- Villa Friedl[4] (Ferrary) in Burgbachau, einem Ortsteil von Sankt Gilgen: Dieses Anwesen spendierte Ferrary seinem Philatelisten-Freund Anfang der 1890er Jahre, auch die Wiedererrichtung nach einem Brand 1906 finanzierte er.
- Ferrary-Kapelle: In der Burgbachau ließ er 1891 auch eine Votivkapelle für eine Errettung aus Bergnot errichten.